# Гараба
Гараба — село в Рыбницком районе непризнанной Приднестровской Молдавской Республики. Административный центр Гарабского сельсовета.

## Население
| Год  | Население | Источник |
| ---- | --------- | -------- |
| 2004 | 660       | [ 4 ]    |
| 2015 | 584       |          |